# Andouille
Cet article possède un paronyme, voir Andouillé.
Pour les articles homonymes, voir Andouille (rivière).
 (février 2018).
Si vous disposez d'ouvrages ou d'articles de référence ou si vous connaissez des sites web de qualité traitant du thème abordé ici, merci de compléter l'article en donnant les références utiles à sa vérifiabilité et en les liant à la section « Notes et références ».

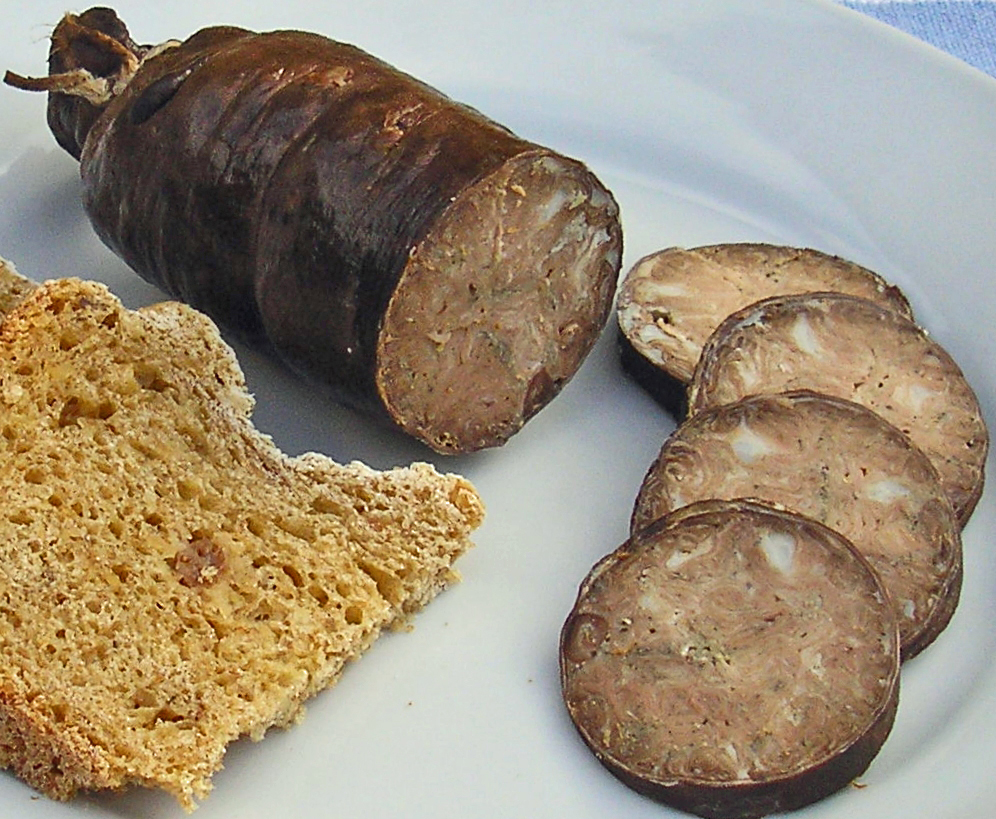
Andouille de Vire.

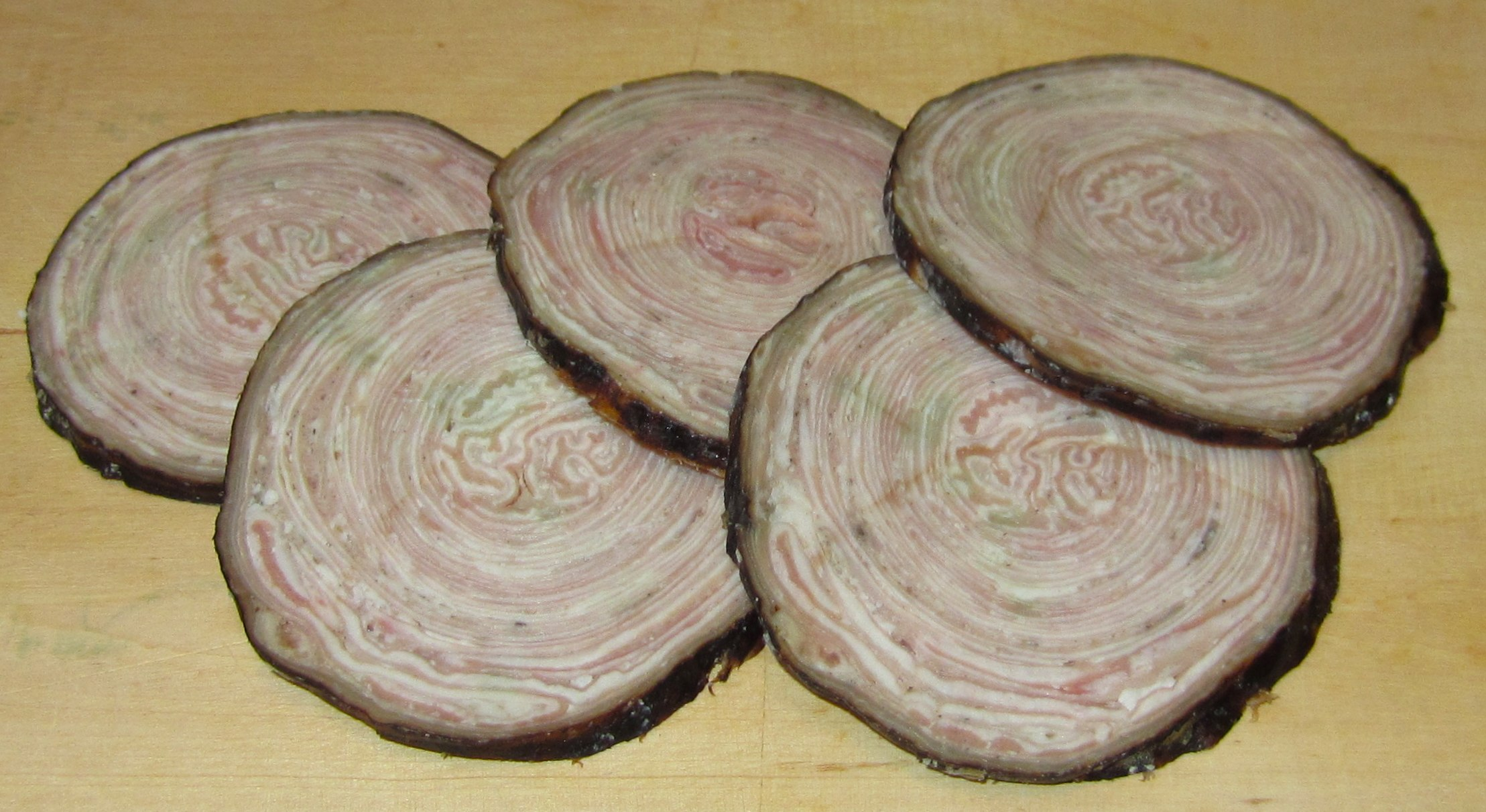
Andouille de Guéméné.

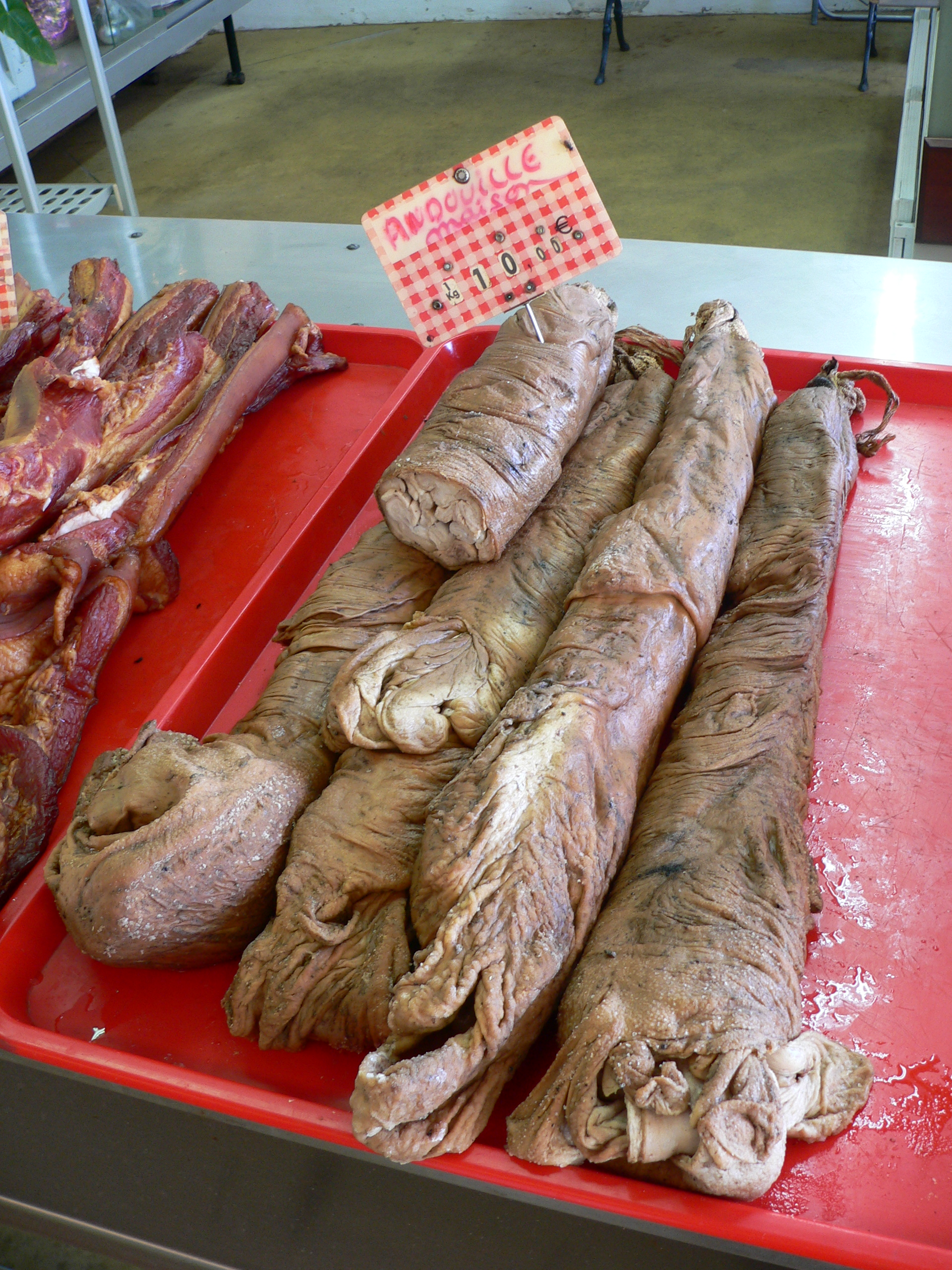
Andouille dite "créole" de La Réunion. Elle n'est pas officiellement répertoriée par le Code de la charcuterie.

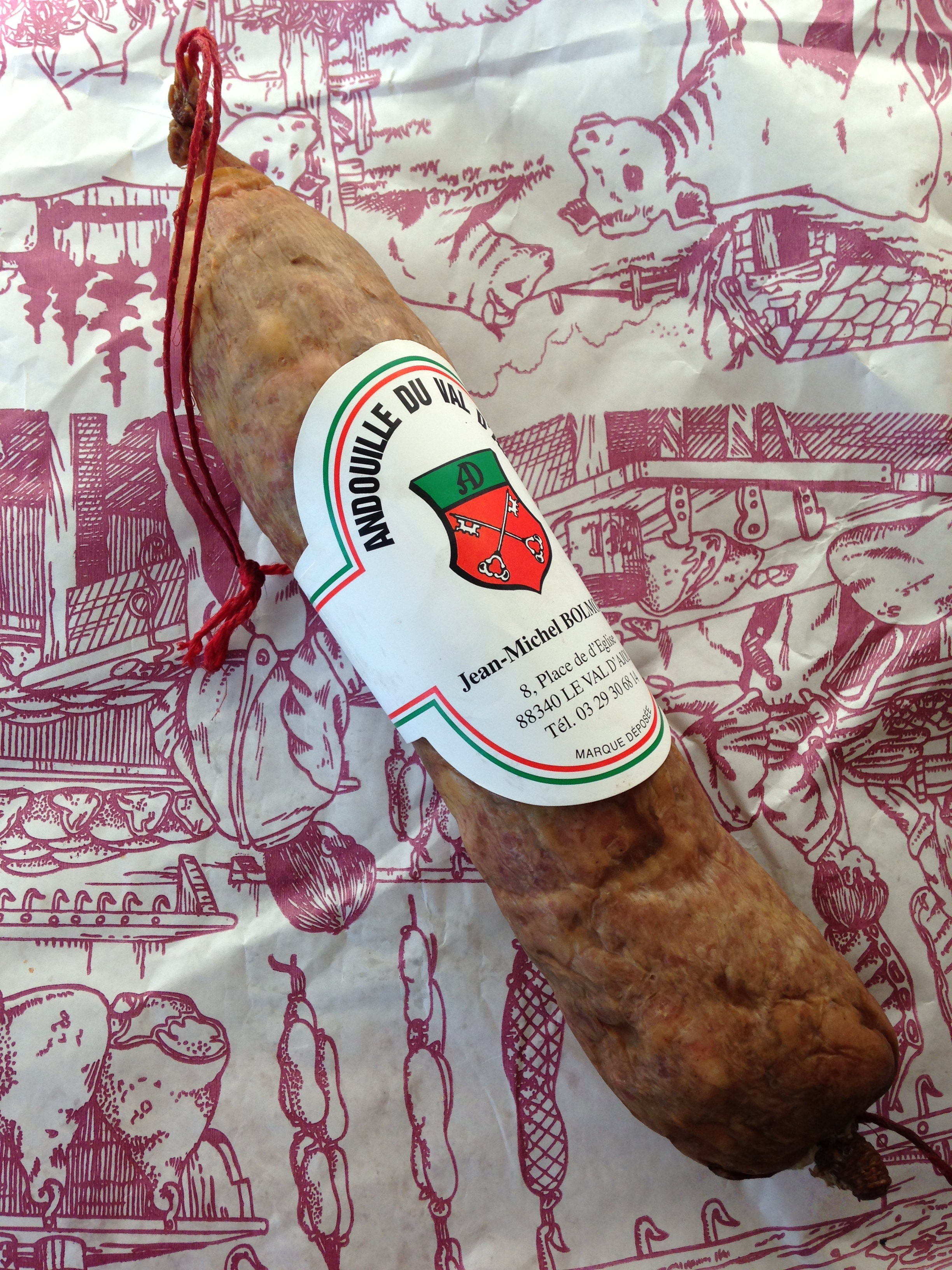
Andouille du Val-d'Ajol (Vosges). Nom de marque déposé par des charcutiers locaux

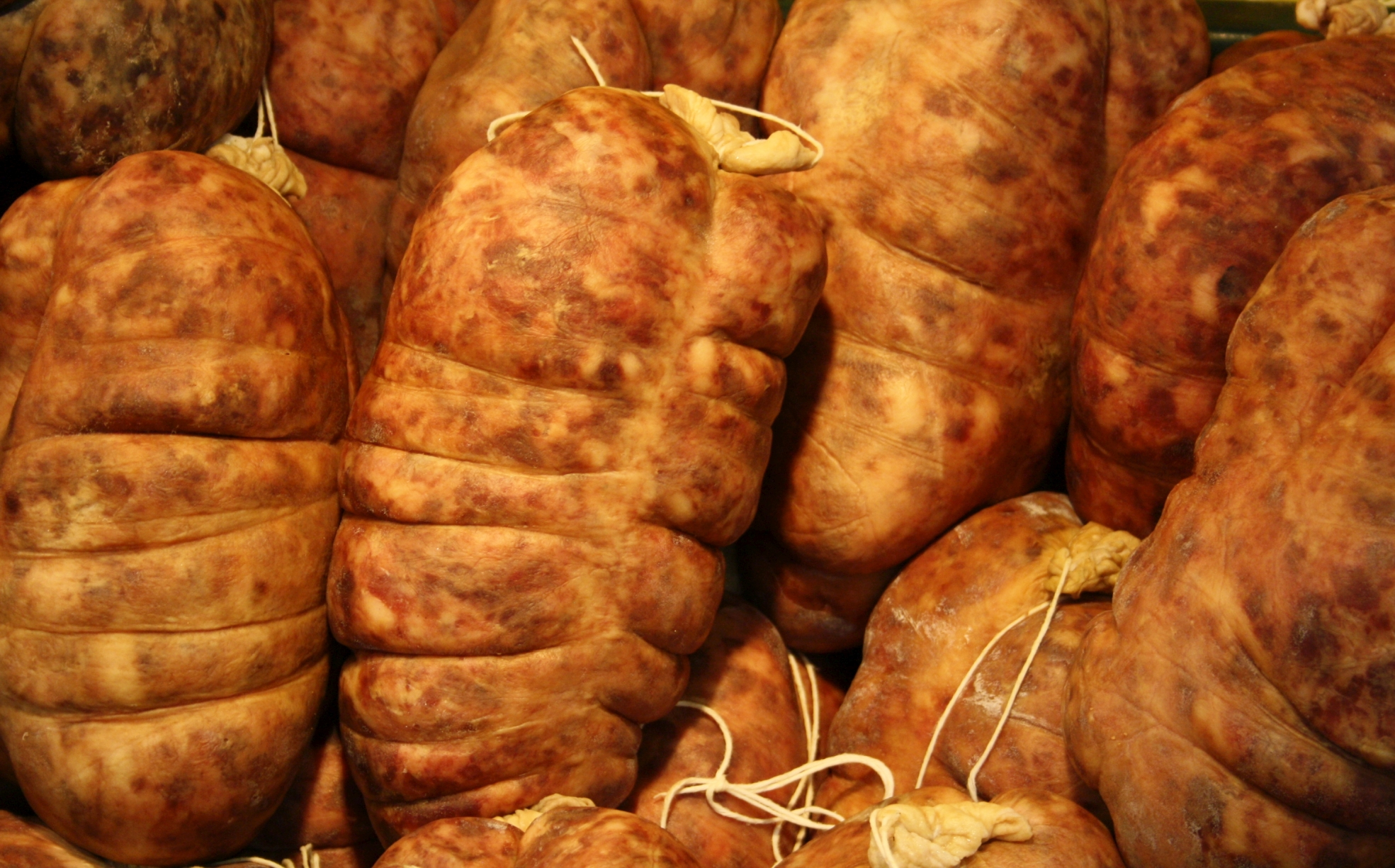
Andouille de Charlieu (Loire). Nom de marque déposé par des charcutiers locaux

Le mot andouille  désigne des élaborations charcutières diverses, fortement différenciées, qui reflètent des traditions locales éventuellement très anciennes, inégalement codifiées par le Code des usages de la charcuterie faisant référence pour les professionnels. Il s'agit d'une spécialité française, même si des variantes peuvent être fabriquées dans d'autres pays.
Assez communément, il s'agit d'une charcuterie fumée composée de la « ventrée » complète de porc : chaudin (40 % environ), menus (environ 43 %), tripes (environ 17 %), normalement sans adjonction de gras ni de liants, avec addition de sel, poivre, épices et aromates. Le principe de l'emploi très majoritaire d'éléments du tube digestif du porc n'est cependant pas applicable à certains types d'andouilles (andouilles de viande, de couenne, de cheval, andouilles rouges ou sabardins).
Le terme andouille est fréquemment utilisé depuis le Moyen Âge, avec des significations souvent imprécises, voire bien différentes.

## Modes de fabrication, dénominations
L'andouille, dans le contexte actuel (telle que la proposent charcutiers élaborateurs ou non, grandes surfaces, lieux de restauration), est d'origine exclusivement porcine, sauf cas très particulier et marginal de l'andouille de cheval. C'est, selon le Code des usages de la charcuterie, un mélange ou assemblage hétérogène de différents constituants, embossés sous une enveloppe cylindrique de diamètre et  longueur variables. Le produit se présente communément sous la forme d'un cylindre irrégulier de 25 à 30 cm de long, d'un diamètre de 4 à 6 cm, arrondi aux extrémités. À l'une de celles-ci, une ficelle sert à la pendre.
La plupart des andouilles sont fumées (sauf dans le cas particulier des andouilles dites de viande et des sabardins, il est obligatoire de préciser dans la dénomination de vente qu'un produit fait exception en échappant au fumage).
Le terme générique andouille désigne des produits bien différents. Certains traditionnels, mais de vente moins commune, sont à cuire longuement chez soi éventuellement après dessalage, en cela bien différents des andouilles de type Vire ou Guéméné bien connues, le plus souvent vite découpées en rondelles pour l'apéritif (si elles ne sont pas vendues déjà détaillées).
Il est encore possible dans certaines régions et chez certains charcutiers d'acheter soit des andouilles non fumées et non cuites soit des andouilles fumées, mais non pochées par le fabricant.

### Les différentes sortes d'andouilles
On distingue de nombreuses sortes d'andouilles, pas toujours très clairement, cela dépendant des lieux et du mode de fabrication, de l'existence d'une clientèle au goût plus ou moins formé par une « tradition »... vite dite « ancestrale ». Les dénominations sont, pour certaines, « officielles », reconnues et décrites par le Code des usages de la charcuterie (qui tient compte de l'évolution des usages et reconnu par la DGCCRF mais sans être clairement attesté par les historiens) ;  d'autres, à l'instar de l'Andouille du Val d'Ajol, sont des marques commerciales déposées auprès de l'INPI ; d'autres, encore, de simples surnoms volontiers repris par la presse locale, puis les auteurs gastronomiques mettant volontiers en avant « le terroir ».
Parmi les plus connues, localement, régionalement, à l'échelle nationale :   
- l'andouille « campagnarde » (définition facile, mais sans signification aucune quant à la composition et à l'élaboration) ;
- l'andouille de Baye , Finistère, (surnom local d'une andouille répondant, pour le Code de la charcuterie à la catégorie Andouille de Vire);
- l'andouille de Cambrai, citée dans le Code des usages de la charcuterie comme « dénomination particulière » ;
- l'andouille de Charlieu, (Loire) (marque déposée) ;
- l'andouille de Couenne, spécialité du Sud-Ouest, citée dans le Code des usages de la charcuterie comme « dénomination particulière »
- l'andouille de Couvin, Belgique. L'andouille de Couvin, objet de maintes historiettes wallonnes, est constituée d'un morceau de gros intestin, où s'insèrent d'autres boyaux de plus en plus minces, mélangés à de la langue ;
- l'andouille de Guémené, citée dans le Code des usages de la charcuterie comme « dénomination particulière » (l'un des produits les plus identifiables avec ses anneaux concentriques) ; elle est citée comme plat de fête, servie chaude et accompagnée de purée, notamment lors des mariages comme dans "Le Cheval d'Orgueil" de Pierre Jakez-Hélias[3]. Elle est "réputée pour sa qualité" et renvoie à plusieurs symboles : le travail des femmes, la qualité de l'accueil de l'étranger à qui on offre une tranche, le sens de l'économie d'une denrée longuement préparée et lentement dégustée[4]. Une variante fumée aux algues est préparée à Ouessant.

- l'andouille de Jargeau, citée dans le Code des usages de la charcuterie ;
- l'andouille du Val-d'Ajol, qui provient d'une aire vosgienne très délimitée (marque déposée en 1994) ;
- l'andouille de Vire, citée dans le Code des usages de la charcuterie comme « dénomination particulière » ; L'andouille de Vire est fabriquée par emplissage (montage « par forme elliptique » des boyaux torsadés). Celle de Guémené est conçue par enfilages successifs de chaudins (gros intestin du porc servant d'enveloppe). La Guémené n'utilise que les "chaudins" (gros intestin), alors que la Vire mélange le chaudin (50 % au minimum) avec le menu (intestin grêle) et l'estomac. Il faut compter huit semaines pour confectionner une pièce digne de chaque appellation. Les différences structurelles de ces produits fumés, les plus commercialisés, sont visuellement évidentes. Le goût de la première est plus fort et celui de la seconde est plus doux[5].
- l'andouille de Revin, de Revin dans les Ardennes, citée dans le Code des usages de la charcuterie comme « dénomination particulière » ;
- l'andouille de viande, citée dans le Code des usages de la charcuterie comme « dénomination particulière » ;
- l'andouille de Bretagne, ou Bretonne supérieure, citée dans le Code des usages de la charcuterie comme « dénomination particulière ». Ex : andouille de Fouesnant.
- l'andouille rouge ou sabardin, spécialité de la Loire aromatisée au vin rouge, cités par le Code des usages de la charcuterie comme « dénomination particulière ».
- le Grenier médocain, andouille non fumée composée d'estomac de porc, répertorié par le Code des usages de la charcuterie comme « dénomination particulière » depuis 2016 ;
- diverses andouilles de pays, de type "Vire", comportent de la tête et du cœur de porc, dans des proportions variables, non déterminées actuellement (2017) par le Code des usages de la charcuterie.

Les Vire et les Guéméné ne sont pas forcément élaborées à Vire et Guéméné. Elles doivent, en revanche, être confectionnées entièrement à la main « dans un secteur délimité » quand la dénomination de vente comporte les qualificatifs « authentique » ou « véritable » (toute mention géographique sur l'étiquetage implique une réelle localisation : une « véritable andouillette de Troyes », par exemple, doit provenir du département de l'Aube et des cantons limitrophes). Ni l'une ni l'autre ne bénéficient d'une appellation contrôlée, ce qui permet à une production industrielle d'utiliser ces dénominations.
La mention Andouille supérieure à, ou aux, est licite en France s'il y a conformité avec les prescriptions du Code de la charcuterie, quand il y a ajout, dans un certain pourcentage, d'éléments provenant du porc, inhabituels pour ce genre de produit, notamment de lard, de lardons.
La 'nduja est un saucisson typique de la Calabre, dans le Sud de l'Italie, très épicé. Le nom dérive du français « andouille », par allusion sans doute à un type de produit proche, à base de tripes et d'autres parties pauvres du porc.

## Concours
De nombreuses confréries, volontiers encouragées par l'Office du tourisme du secteur, célèbrent l'andouille et en font le produit fétiche de festivals et de cérémonies fantaisistes.
- La confrérie des Chevaliers du Goûte-andouille de Jargeau organise un concours international de la meilleure andouille.
- La Docte Insigne et Gourmande Confrérie des Taste-Andouilles et Gandoyaux du Val d'Ajol attribue, chaque année, le « Prix littéraire de l'andouille » facétieusement surnommé localement le « Goncourt de la charcuterie » (le texte doit être rédigé sur papier sulfurisé de boucherie).
- La Confrérie des Chevaliers de la bonne Andouille d'Aire-sur-la-Lys.
- La Confréries des faiseurs d'andouille de Charlieu.

## Étymologie, évolution du mot
Du Dictionnaire universel contenant généralement tous les mots français de Furetière, publié en 1690, jusqu'à la neuvième édition du Dictionnaire de l'Académie, en passant par le Littré, une étymologie est avancée avec constance : la dénomination viendrait du latin inductilia (« choses prêtes à être introduites »), qui dérive de inducere (« introduire »).  
« ...du bas-lat. inductilis, mot par lequel est traduit boudin dans un vieux glossaire allemand, de inducere, "mettre dedans »  (Littré)       [réf. nécessaire].
On notera cependant que Furetière avança aussi comme étymon un vieux mot celtique ou bas-breton : « Anduiller », selon lui de même signification.
Le mot « Andoile » apparaît, avant 1200, dans un épisode du Roman de Renart mettant en scène le goupil et le rusé chat Tybert.
« Nuls ne puet bonne andouille faire de tels boiaus », écrivit Jean de Meung, dans son Testament, à la fin du XIIIe siècle.
Un siècle plus tard, l'andouille (orthographiée « Andoulle ») eut les honneurs du Ménagier de Paris, traité d'économie domestique destiné à l'éducation d'une très jeune épouse :
« ... les andouilles sont faites du boyau culier et autres boyaux gros, lesquels gros sont remplis des autres (...) »
Au XVIIIe siècle, l'érudit culinaire Menon évoqua des andouilles au fumet, où la chair du lapereau se mêlait à celle du porc, des andouilles de Troyes, des andouilles «de veau, de bœuf et de couenne ».

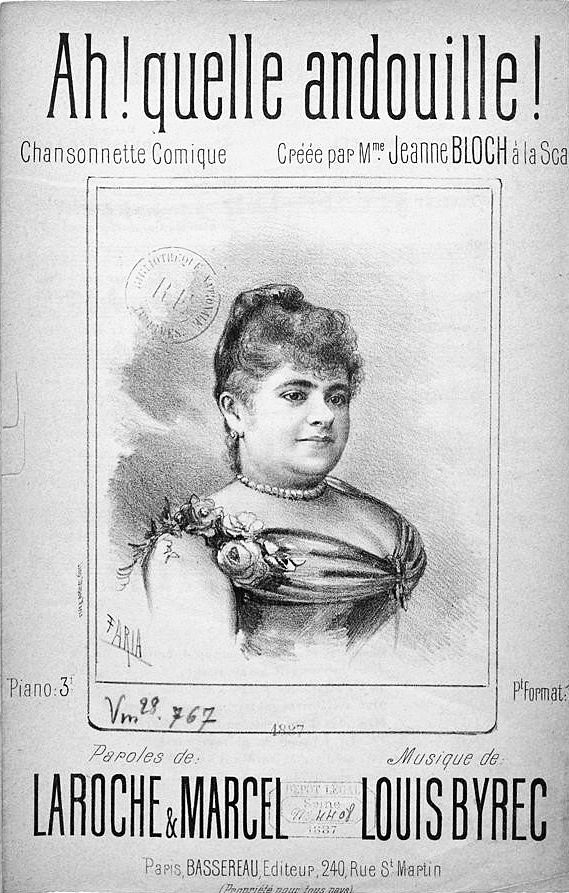
Jeanne Bloch - chansonnette comique, paroles de Laroche et Marcel, musique de Louis Byrec, créée par Mme Jeanne Bloch à la Scala. 1887

## Sens populaire, expressions triviales, citations et évocations
Le mot « andouille » est  souvent utilisé sans grande méchanceté pour définir ou apostropher une personne maladroite qui a commis une imbécillité : c'est, généralement avec un petit côté familier plutôt affectueux, le synonyme d'imbécile, guignol, idiot, sot, etc.
L'expression « un grand dépendeur d'andouille » fait allusion à une personne maladroite, nigaude, en principe de haute taille (mieux valait être grand pour accrocher et récupérer les andouilles pendues à une poutre).
Andouille apparaît avec un sens narquois dans de nombreux textes et dialogues.
- Dans les chapitres XXXVI et suivants du Quart Livre de François Rabelais, Pantagruel et ses compagnons affrontent une « armée d'Andouilles ». Son comparse Xenomanes a d'ailleurs cette phrase célèbre : « Andouilles sont Andouilles, toujours double et traîtresse. »
- Dans Ubu roi d'Alfred Jarry (acte I, scène 1), la mère Ubu conseille à son mari de détrôner le roi de Pologne pour prendre sa place, s'enrichir et ainsi « manger fort souvent de l'andouille », plat dont raffole le père Ubu.
- Dans la biographie de Jean Yanne par lui-même, l'auteur écrit : « De 1940 à 1951, Jean Yanne fait quelques études en pensant que le proviseur est une andouille et le surveillant général un crétin. Il n’a pas changé d’avis. »
- Un sketch de Coluche : J'suis l'andouille qui fait l'imbécile (1975).
- Dans l'épisode de Les Griffin du 10 avril 2011, intitulé Tiegs for Two, Brian et Quagmire vont dans un restaurant nommé « L'Espèce d'andouille ».
- Dans le film Papy fait de la résistance, Kluglicht à Adolfo Ramirez : « Von Andouille ! Tu n'as pas de bureau ! »
- Dans la bande-dessinée "L'Ankou" (tome 27 de Spirou et Fantasio), ce personnage incarnant la mort est qualifié de "grand dépendeur d'andouilles" par Fantasio[7].
- Chanson d'Anne Sylvestre "Merci, Oh Merci" : "Toi le grand dépendeur d'andouilles / La terreur du mont Valérien / Ô Don Juan, chef de patrouille (...)

## Sources
- Alain Croix, Jean-Yves Veillard (dir.), Dictionnaire du patrimoine breton, Presses universitaires de Rennes, 2013,1112 p.  (ISBN 9782753527782)
- Maurice Lelong, Michel Delauney, Michel Bruneau, Le Grand Livre de l'andouille, Ouest-France, Histoire et traditions, 1997, 120 p.  (ISBN 978-2737322693)
- Jean-Claude Aiguier, Vénérable Andouille du Val d'Ajol, Pli, 2007  (ISBN 978-2914554787)